# 우바주

우바 주

우바주(싱할라어: ඌව, 타밀어: ஊவா)는 스리랑카 동남부 내륙 지방에 위치한 주로 주도는 바둘라이며 면적은 8,488km2, 인구는 1,177,358명(2001년 기준)이다. 2개 구(바둘라 구, 모나라갈라 구)를 관할한다.

## 같이 보기
- 스리랑카의 주
- 스리랑카의 구